# 实用日本语鉴定考试
实用日本语鉴定考试（日語：実用日本語検定），简称J.TEST，是對非母语者日语能力的测试。考试的主办方是株式会社語文研究社所运营的日本語検定協会，是一种民间的日语资格认证。

## 沿革
首次实用日本语鉴定考试于1991年由日本语检定协会举办。2003年，实用日本语鉴定考试首次在中国开设考场，并于2007年8月获得了中华人民共和国劳动和社会保障部的认可。截至2019年，实用日本语鉴定考试已在日本、中国大陆、台湾、韩国、蒙古、菲律宾、越南、泰国、尼泊尔、缅甸、孟加拉国、印度尼西亚和巴西开设了考点，并以每年6次的频率举办考试。

## 考试内容
自2019年5月开始，实用日本语鉴定考试将从原本的A－D级考试和E－F级考试调整为A－C级考试、D－E级考试和F－G级考试。虽然考试种类发生了变化，但题型设置并未发生明显变化。每种类型的考试均由读解试验和听解试验构成。其中，读解试验由语法词汇问题、读解问题、汉字问题和记述问题（F－G级考试改为选择题形式的短文作成问题）构成，听解试验由写真问题、听读解问题、应答问题和会话·说明问题构成。

## 测试结果评定

### 2019年5月起的新版
2019年1月，实用日本语鉴定考试宣布将于同年5月进行考试改革。自2019年5月起，J-TEST将从原来的A-D级考试和E-F级考试两种类型调整为A-C级考试、D-E级考试和F-G级考试三种类型。
| A-C级考试的满分为1000分。其中： - 达到930分以上为特A级。达到该级别的考生能够理解和应对各种领域和场合的专业话题、具备高度的交流能力。 - 达到900分以上为A级（CEFR C2程度），能够理解诸多领域和场合的专业话题、具备充分的交流能力。 - 达到850分以上为准A级。基本能够理解诸多领域和场合的一般话题、具备充分的交流能力。 - 达到800分以上为B级。在一般的领域和场合具备充分的交流能力。 - 达到700分以上为准B级（CEFR C1程度），与日本语能力测试N1级水平相当。在日常生活和职场中、具备充分的交流能力。 - 达到600分以上为C级（CEFR B2程度），与日本语能力测试N2级水平相当。在日常生活和职场中、具备基本的交流能力。 - 未达到600分无等级。 | D-E级考试的满分为700分。其中： - 达到500分以上为D级，与日本语能力测试N3级水平相当。达到该级别的考生可以在日常生活和职场的固定场合中具备一定程度的交流能力。 - 达到350分以上为E级（CEFR A2程度）与日本语能力测试N4级水平相当。在日常生活和职场的固定场合中、具备初级日语范围的交流能力。 - 未达到350分无等级。 F-G级考试的满分为350分。其中： - 达到250分以上为F级（CEFR A1程度）与日本语能力测试N5级水平相当。达到该级别的考生可以在初级前期水平的日语范围内进行一定程度的交流。 - 达到180分以上为G级。可在入门水平范围内的日语进行交流。 - 未达到180分无等级。 |

### 2019年3月之前的旧版
在2019年5月举行的第144回考试前，实用日本语鉴定考试的评定等级共计分为10个级别，从高至低依次为特A级、A级、准A级、B级、准B级、C级、D级、准D级、E级和F级。而在实际实施过程中，自2013年3月起，J-TEST还曾短暂引入过G级的单独测试，但随后取消。
| A-D级考试的满分为1000分。其中： - 达到930分为特A级，可以翻译高难度的日语。 - 达到900分为A级，可以翻译中等程度的日语。 - 达到850分为准A级，可以翻译基础的日语。 - 达到800分为B级，可以在日本工作。相当于日本语能力测试N1级。 - 达到700分为准B级，可以去日本出差、进入日本大学读书。 - 达到600分为C级，可以去日本出差，简单工作。相当于日本语能力测试N2级。 - 达到500分为D级，可以完成简单工作。 - 达到400分为準D级，可以运用简单日语。 - 未满400分无等级。 | E-F级考试的满分为500分。其中： - 达到350分为E级，日语水平达到初级，可以去日本旅行。相当于日本语能力测试N4级（旧3级）。 - 达到250分为F级，日语水平达到初级前期。相当于日本语能力测试N5级（旧4级）。 - 未满250分无等级。 G级考试的满分为200分。其中： - 達到120分為G級，可以运用入門日語，用於去日本學習技能。 - 未满120分无等级。 |

### 与其他测试的对比
根据实用日本语鉴定考试台湾事务所的数据，J-TEST可与日本语能力测试和歐洲共同語言參考標準进行对比参考。
| 旧版J-TEST （1991年－2019年3月） | 新版J-TEST （2019年5月－） | 日本语能力测试 | 歐洲共同語言參考標準 |
| -------------------------------- | -------------------------- | -------------- | -------------------- |
| 特A级                            | 特A级                      | N1级以上       | C2                   |
| A级                              |                            | N1级以上       | C2                   |
| 准A级                            | 准A级                      | N1级以上       | C1                   |
| B级                              |                            | N1级以上       | C1                   |
| 准B级                            | 准B级                      | N1级           | C1                   |
| C级                              | C级                        | N2级           | B2                   |
| D级（550分-600分）               | （无对应等级）             | N2级           | B2                   |
| D级（500分-550分）               | D级                        | N3级           | B1                   |
| 准D级                            | D级                        | N3级           | B1                   |
| E级                              | E级                        | N4级           | A2                   |
| F级                              | F级                        | N5级           | A1                   |
| （无对应等级）                   | G级                        | 无法对比       | 无法对比             |

## 真题出版
日本語文研究社每年出版当年的真题，一般在次年的4月份出版。